# Талал Аклан
Талал Абдулкарім Аклан (араб. طلال عقلان) — Єменський політик, був виконуючим обов'язки прем'єр-міністра уряду Хуситів до 4 жовтня 2016 року.
У період з 2015 по 2016 рік був членом Вищого революційного комітету.